# وليام وينشستر، لورد لونينبورغ
وليام وينشستر (بالإنجليزية: William of Winchester أو William of Lunenburg؛ 11 أبريل 1184 - 13 ديسمبر 1213)، أو فيلهلم فون لونيبورغ (بالألمانية:Wilhelm von Lüneburg) أو ويليام لونجسورد، عضوًا في أسرة فلف، كان وريثًا للأراضي التلميعية لعائلته في دوقية ساكسونيا بعد خلع والده الدوق هاينريش الأسد عام 1180.

## سيرته
وكان وليام الابن الخامس وأصغر من هاينريش الأسد وماتيلدا الابنة البكر للملك هنري الثاني ملك إنجلترا، ولد في ونشستر بـ إنجلترا أثناء نفي والده. من المحتمل أنه بقي هناك عندما عاد هاينريش إلى ساكسونيا وترعرع في بلاط خاله الملك ريتشارد الأول، وذلك هو شقيق الأصغر لـ أوتو الرابع إمبراطور الروماني المقدس.
بعد انتفاضته غير الناجحة، استسلم هاينريش لإمبراطور هوهنشتاوفن فريدرش بربروسا في عام 118، وعلى الرغم من اضطراره لمغادرة ألمانيا، إلا أنه تمكن من الاحتفاظ بممتلكات فلف حول لونيبورغ وبراونشفايغ وهالدنسليبن، وأخيرًا تصالح مع نجل فريدرش وخليفته الإمبراطور هاينريش السادس، وفي عام 1194 وسلم ابنيه الأصغر فيلهلم وأوتو كرهائن لدفع الفدية مقابل إطلاق سراح خالهما الملك ريتشارد، تم تسليم فيلهلم إلى دوق النمسا ليوبولد الخامس واحتجز مؤقتًا في المجر.
عندما توفي هاينريش الأسد عام 1195 ورث فيلهلم وأوتو وشقيقهم الأكبر هاينريش الخامس عقاراته الساكسونية، أبرم الأخوة فلف اتفاقًا مع أدولف ألتينا رئيس أساقفة كولونيا الذي توج أوتو كملك الرومان في عام 1198 أثناء نزاع العرش مع وريث هوهنشتاوفن فيليب الشوابي، وعند وفاة خالهما الملك ريتشارد عام 1199، ذهب فيلهلم وهاينريش مرة أخرى إلى إنجلترا لتأكيد مطالباتهما بالميراث ضد خالهما جون بلا أرض، ولكن دون جدوى.
بعد الغزو الدنماركي لهولشتاين عام 1201، التقى فيلهلم بفالديمار شقيق صهره كنوت السادس ملك الدنمارك في هامبورغ، حيث تمكن من ترتيب زواجه من شقيقه الملك هيلينا، وتزوج كلاهما في ربيع عام 1202 كان مصحوبًا بتقديم مهر كبير، كان طفلهما الوحيد هو أوتو (1204–1252)،  الذي ورث ممتلكات والده وأصبح أول دوق لبروانشفايغ-لونيبورغ في عام 1235.
لكن آمال فيلهلم في تولي الحكم في هولشتاين خابت من قبل البلاط الدنماركي، وفي مايو 1202 التقى الأخوان فلف في بادربورن حيث اقتسموا تراث والدهم، حصل فيلهلم على الأراضي الشمالية حتى الحدود الدنماركية حول مدينة لونيبورغ وأراضي لاونبورغ وراء نهر إلبه، وهيتساكر، ولوتشو، وداننبرغ، بالإضافة إلى الأراضي المحيطة بهالدنسليبن وفي سلسلة جبال هارتس الشرقية بما في ذلك بلانكنبورغ وهايمبورغ مع قلعة ريجنشتاين، ركز فيلهلم على تعزيز حكمه، واعتمد بشدة على تجارة الملح حول لونيبورغ، والتي أصبحت مقر إقامته الدائم.
عند وفاة فيلهلم عام 1213، عمل أوتو الرابع كوصي على ابن أخيه أوتو الطفل، نظرًا لوفاة أوتو الرابع وشقيقه هاينريش الخامس دون ورثة ذكور، أصبح أوتو الطفل الحاكم الوحيد لممتلكات فلف والسلف لجميع دوقات براونشفايغ-لونيبورغ.